# پرس‌آوا، جلیل‌آباد
پرس‌آوا (به ترکی آذربایجانی: Porsava) یک منطقهٔ مسکونی در جمهوری آذربایجان است که در شهرستان جلیل‌آباد واقع شده است. پرس‌آوا ۲۲۲ نفر جمعیت دارد.